# Jónas Halldórsson
Jónas Halldórsson (Ölfus, 13 giugno 1914 – Seljahlíð, 10 settembre 2005) è stato un pallanuotista islandese che ha partecipato alle Olimpiadi estive del 1936.